# حسین علائی
حسین علائی (زاده ۱۳۳۵) فرمانده نظامی، مدیر اجرایی و مدرس دانشگاه ایرانی است که از مهر ۱۴۰۳ به‌عنوان مدیرعامل صندوق بازنشستگی کارکنان فولاد فعالیت می‌کند.
وی در طول جنگ ایران و عراق از فرماندهان ارشد سپاه پاسداران انقلاب اسلامی محسوب می‌شد و در اغلب عملیات‌های اصلی سپاه حضوری فعال داشت. او از ۱۳۶۲ تا ۱۳۶۵ به‌عنوان فرمانده قرارگاه نوح فعالیت می‌کرد. پس از تشکیل نیروهای سه‌گانه سپاه، در سال ۱۳۶۴ وی به‌عنوان نخستین فرمانده نیروی دریایی سپاه پاسداران انتخاب شد و تا سال ۱۳۶۹ نیز در این جایگاه فعالیت کرد.
علایی در دولت پنجم، از ۱۳۷۰ تا ۱۳۷۱ قائم‌مقام وزیر دفاع و پشتیبانی نیروهای مسلح بود و در فاصله سالهای ۱۳۷۶ تا ۱۳۷۹ ریاست ستاد مشترک سپاه پاسداران را برعهده داشت. وی از ۱۳۹۲ تا ۱۳۹۶ مدیرعامل هواپیمایی آسمان بود. علائی از سال ۱۳۹۷ تا ۱۴۰۲ رئیس هیئت مدیره شرکت ملی نفت‌کش ایران بود.

## زندگی
حسین علایی فرزندِ شیخ محمود علایی کرهرودی، از مدرّسانِ حوزه علمیه برهان و امام جمعه موقّتِ شهر ری در سال‌های نخست پس از انقلابِ ۱۳۵۷، می‌باشد. وی در سال ۱۳۳۵ در کرهرود، اراک زاده شد.
مصاحبه علایی در خشت‌خام
علایی در خشت‌خام دربارهٔ نحوه شکل‌گیری سپاه گفت:
پاسداری از انقلاب را امام در بیانات‌شان بعد از پیروزی انقلاب بکار بردند فکر می‌کنم سپاه از این‌جا آمد که ما بیاییم یک مجموعه‌ای داشته باشیم از این انقلاب که الآن پیروز شده، پاسداری کنیم. چون خیلی‌ها برداشت‌شان این بود که آمریکایی‌ها نمی‌گذارند رژیم شاه به‌طور کامل از بین برود. شاه را برمی‌گردانند و آن تصوری که از کودتای ۲۸ مرداد در ذهن خیلی‌ها پیچیده بود می‌گفتند درست است شاه رفته فرار کرده و رفته و این‌جا بهم ریخته، ولی این‌ها دوباره برش می‌گردانند و چون این بود، خیلی‌ها به‌طور خودجوش قبل از این که انقلاب پیروز بشود در شهرها، در محله شهرها، اداره آن محله‌ها را با چوب به دست گرفتند، شدند کمیته، بعضی از این‌ها شدند سپاه، که تا انقلاب پیروز شد این‌ها آمدند گفتند ما باید این انقلاب را پاسداری کنیم، بنابراین یک تعداد دور هم جمع شدند و سپاه تشکیل دادند. اتفاقاً در خیلی از شهرها، جاهایی که مراکز دانشجویی بود دانشجوها این کار را کردند؛ مثلاً در تبریز، بچه‌ها دور هم جمع شدند، بچه‌های دانشجو دور هم سپاه را دست کردند.

## سوابق
علایی اوایل سال ۱۳۶۰ به سمت فرمانده سپاه ارومیه منصوب شد. وی پیش از اجرای عملیات طریق‌القدس در سال ۱۳۶۰ وارد جبهه جنوب شد. پس از تشکیل نیروی دریایی سپاه پاسداران در سال ۱۳۶۴ اولین فرمانده این نیرو شد، پیش از تشکیل نیروهای سه‌گانه سپاه نیز فرماندهی یگان‌های دریایی سپاه را در قالب قرارگاه نوح برعهده داشت. علایی سابقه ریاست ستاد مشترک سپاه پاسداران، قائم‌مقامی وزارت دفاع و ریاست سازمان صنایع هوایی را نیز دارد. علایی استاد دانشگاه امام حسین و مدیرمسئول ماهنامه صنایع هوایی است.
با آغاز کار دولت حسن روحانی، در ۱۹ آذر ۱۳۹۲ با حکم ایراندخت عطاریان، مدیرعامل صندوق بازنشستگی کشوری، علایی مدیرعامل شرکت هواپیمایی آسمان شد و در دوره مدیریت در شرکت آسمان، اقدام به تسویه کلیه بدهی‌های انباشته شده این شرکت نمود، که بالغ بر ۱٫۲۵۰ میلیارد تومان برآورد می‌شد و بخش اعظم آن مربوط به شرکت‌های دولتی همچون شرکت فرودگاه‌های کشور، شرکت ملی نفت ایران و ۸ بانک بود. علایی با خرید ۶ فروند هواپیمای ایرباس ای-۳۲۰ و ۴ فروند بوئینگ ۷۳۷، ظرفیت پروازی هواپیمایی آسمان را افزایش داد و در فاصله سالهای ۱۳۹۶ تا ۱۳۹۸ این شرکت بیشترین ظرفیت حمل مسافر را در میان شرکت‌های هواپیمایی ایرانی به خود اختصاص داد.

## مواضع
در نامه پانزدهم محمد نوری‌زاد خطاب به علی خامنه‌ای، از حسین علایی به‌عنوان فردی فهیم، تیزبین، اهل مطالعه، منصف، مردمی، پاک، جنگ‌دیده، جهان‌دیده، به‌روز، مؤمن، صبور و اهل مدارا یاد شده و از وی درخواست شده است تا نامه‌ای به رهبر، جهت بازگشت به سوی مردم بنویسد. پس از گذشت سه هفته از نامه پانزدهم محمد نوری‌زاد، در ۱۹ دی‌ماه ۱۳۹۰ مقاله‌ای از حسین علایی در سایت خبرآنلاین و روزنامه اطلاعات منتشر شد؛ که طی آن به بررسی اشتباهات محمدرضا پهلوی که به زعم وی منجر به انقلاب سال ۱۳۵۷ شده است، می‌پردازد.
در محافل اپوزیسیون این موضوع طرح شده است، که این یادداشت تحت تأثیر نامه نوری‌زاد و برای مقایسه رفتار علی خامنه‌ای با محمدرضا پهلوی نوشته شده است.
حسین علایی پیش از این نیز در جریان اعتراضات به نتایج انتخابات ریاست جمهوری (۱۳۸۸)، یادداشتی انتقادی در واکنش به قتل و شکنجه محسن روح الامینی در بازداشتگاه کهریزک نوشته بود.
علایی هم چنین از مخالفان سیاست‌های دولت جمهوری اسلامی ایران دربارهٔ دولت بشار اسد و اعتراضات سوریه است.

## نامه به رهبر
مقاله علایی در ۱۹ دی ۱۳۹۰، در میان سایت‌های حامی علی خامنه‌ای، با واکنش‌های زیادی مواجه شد. این سایت‌ها، علایی را به دلیل مقایسه حکومت پهلوی با جمهوری اسلامی از حامیان میرحسین موسوی، جنبش سبز و محمد نوری‌زاد دانستند.
وبگاه خبری بصیر آنلاین تأکید کرد که هر ذهنی می‌تواند به این قضاوت برسد که منظور از سؤالات علایی، الگو گذاری در قبال حوادث فتنه ۸۸ است. در این تحلیل وی متهم شده که از رفتن شاه ناراحت است. همچنین رجانیوز به او هشدار داد که «درکنار فرزند داریوش همایون ایستاده» و «شمارشگر معکوس برای براندازی جمهوری اسلامی» را به کار انداخته است.
در روز ۲۴ دی ماه ۱۳۹۰ جمعی از نیروهای لباس شخصی در اعتراض به مواضع حسین علایی در مقابل منزل او تجمع کردند. برخی از خبرگزاری‌ها نیز نامه‌ای را منتشر کردند که ادعا شده بود ۱۲ نفر از سرداران سپاه در آن نامه به مقاله حسین علایی انتقاد نموده‌اند.
خبرگزاری تابناک مدعی است که پس از انتشار نوشته‌ای از حسین علایی، وی با انتشار یادداشتی به ارائه توضیحاتی در این ارتباط پرداخت. او در این یادداشت نوشت:
هدف از نگارش این مقاله صرفاً بیان رفتار استبدادی و دیکتاتوری رژیم ستم‌شاهی محمدرضا پهلوی در مقابل اعتراضات مسالمت آمیز مردم مسلمان ایران، در روز نوزدهم دی ماه سال ۱۳۵۶ و قیام‌های مردمی پس از آن بود و قطعاً مقایسه نظام ستم‌شاهی با نظام جمهوری اسلامی ایران قیاسی مع‌الفارق بوده و به هیچ وجه مورد نظر نویسنده مقاله نبوده است.